# Tour cycliste international de la Guadeloupe 2018
La 68e édition du Tour cycliste international de la Guadeloupe a eu lieu du 3 août 2018 au 12 août 2018. La course fait partie du calendrier UCI Europe Tour 2018 en catégorie 2.2.
Elle a été remportée par le Français et Guadeloupéen Boris Carène (Team Carène Cycling Développement), vainqueur également du contre-la-montre lors de la deuxième étape b. Il devance l'Espagnol Francisco Mancebo (Inteja-Imca-Ridea DCT) de 34 s et le Vénézuélien Yonathan Salinas (Uni Sport Lamentinois) de 1 min 56 s.

Salinas remporte le classement par points et celui de la combativité, tandis que les Français Luis Sablon (Team Nicolas Dubois) et Cédric Ramothe (Team Karukera Assainissement PDL) gagnent respectivement celui de la montagne et des points chauds. Un autre Français, Loïc Laviolette (Team Karukera Assainissement PDL), termine meilleur jeune. Pour finir, la formation française Pro Immo Nicolas Roux est déclarée meilleure équipe.

## Présentation

### Parcours
Après un contre-la-montre individuel de 1,6 km au Vélodrome de Baie-Mahault en guise de prologue, qui ne compte pas pour le classement général, la course s'élance officiellement le lendemain de Pointe-à-Pitre. Elle s’achève le dimanche 12 août 2018 dans les rues de Capesterre-Belle-Eau, après un parcours de 1 314,26 km, répartis en onze étapes ou demi-étapes.

### Équipes
Classé en catégorie 2.2 de l'UCI Europe Tour, le Tour cycliste international de la Guadeloupe est par conséquent ouvert aux équipes continentales professionnelles françaises, aux équipes continentales, aux sélections nationales, aux sélections régionales et aux clubs amateurs.
Vingt-trois équipes participent à ce tour : deux équipes continentales, deux équipes de DN1 française, une sélection régionale, deux clubs étrangers et seize clubs locaux.
| Équipes continentales (2) | Équipes continentales (2) | Équipes continentales (2) |
| Nom de l'équipe           | Pays                      | Code                      |
| ------------------------- | ------------------------- | ------------------------- |
| CCB Foundation–Sicleri    | États-Unis                | CCB                       |
| Inteja DCT                | République dominicaine    | DCT                       |

| Équipes nationales (2)       | Équipes nationales (2) | Équipes nationales (2) |
| Nom de l'équipe              | Pays                   | Code                   |
| ---------------------------- | ---------------------- | ---------------------- |
| Team Pro Immo Nicolas Roux   | France                 | PIM                    |
| Bourg-en-Bresse Ain Cyclisme | France                 |                        |

| Sélection régionale (1) | Sélection régionale (1) | Sélection régionale (1) |
| Nom de l'équipe         | Pays                    | Code                    |
| ----------------------- | ----------------------- | ----------------------- |
| Sélection de Martinique | France                  |                         |

| Équipes de clubs (18)                | Équipes de clubs (18) | Équipes de clubs (18) |
| Nom de l'équipe                      | Pays                  | Code                  |
| ------------------------------------ | --------------------- | --------------------- |
| Karukera Assainissement PDL          | France                |                       |
| Vélo Club Saintannais                | France                |                       |
| Union Vélocipédique du Nord          | France                |                       |
| Rayon d'Argent                       | France                |                       |
| Vélo du Centre et de la Caraïbe      | France                |                       |
| CSC Abymienne-Propreté 2000          | France                |                       |
| Uni Sport Lamentinois                | France                |                       |
| Union Vélocipédique de Marie-Galante | France                |                       |
| Team Carène Cycling Développement    | France                |                       |
| AC du Levant                         | France                |                       |
| Team Nicolas Dubois                  | France                |                       |
| Excelsior                            | France                |                       |
| Jeunesse Cycliste des Abymes         | France                |                       |
| USR Vélo                             | France                |                       |
| Vélo Club de Grand-Case              | France                |                       |
| Gwada Bikers 118                     | France                |                       |
| Air Antilles Barbade                 | Barbade               |                       |
| Embrace The World Cycling            | Allemagne             |                       |

### Favoris
Le vainqueur du Tour 2017, le Français Sébastien Fournet-Fayard (Team Pro Immo Nicolas Roux), est présent pour défendre son titre et est en position de force avec son équipe qui enchaîne les bons résultats. Le Guadeloupéen Boris Carène (Team Carène Cycling Développement) est également favori, lui qui a remporté le Tour en 2011 et en 2015. Une équipe habituée du Tour, Inteja DCT, peut également espérer le remporter avec ses coureurs Diego Milán, deuxième l'année passée, et Francisco Mancebo, vainqueur en 2010. Les autres favoris du Tour sont le Vénézuélien Yonathan Salinas (Uni Sport Lamentinois) et le Guadeloupéen Luis Sablon (Team Nicolas Dubois).

### Primes
Les prix sont attribués suivant le barème de l'UCI,.
| Position           | 1er     | 2e      | 3e    | 4e    | 5e    | 6e    | 7e    | 8e    | 9e    | 10e à 20e |
| Classement général | 2 105 € | 1 055 € | 525 € | 265 € | 210 € | 158 € | 158 € | 107 € | 107 € | 50 €      |
| Par étape          | 1 205 € | 600 €   | 300 € | 150 € | 120 € | 90 €  | 90 €  | 60 €  | 60 €  | 30 €      |
| Par demi-étape     | 900 €   | 455 €   | 225 € | 115 € | 90 €  | 68 €  | 68 €  | 47 €  | 47 €  | 20 €      |

## Étapes
| Étape      | Date    | Villes étapes                       | type                        | Distance (km) | Vainqueur d'étape        | Leader du classement général |
| ---------- | ------- | ----------------------------------- | --------------------------- | ------------- | ------------------------ | ---------------------------- |
| 1re étape  | 4 août  | Pointe-à-Pitre – Le Moule           | étape de plaine             | 163           | Cédric Ramothe           | Cédric Ramothe               |
| 2e a étape | 5 août  | Le Moule – Basse-Terre              | étape de plaine             | 106           | Mickaël Guichard         | Mickaël Guichard             |
| 2e b étape | 5 août  | Basse-Terre – Gourbeyre             | contre-la-montre individuel | 6             | Boris Carène             | Mickaël Guichard             |
| 3e étape   | 6 août  | Gourbeyre – Goyave                  | étape de plaine             | 155,7         | Bruno Langlois           | Mickaël Guichard             |
| 4e étape   | 7 août  | Goyave – Pointe-Noire               | étape vallonnée             | 155           | Yonathan Salinas         | Mickaël Guichard             |
| 5e étape   | 8 août  | Les Abymes – Les Abymes             | étape de plaine             | 150           | Mickaël Guichard         | Mickaël Guichard             |
| 6e étape   | 9 août  | Les Abymes – Vieux-Habitants        | étape de plaine             | 160           | Yonathan Salinas         | Boris Carène                 |
| 7e étape   | 10 août | Vieux-Habitants – Petit-Canal       | étape de plaine             | 155           | Edwin Sánchez            | Boris Carène                 |
| 8e a étape | 11 août | Petit-Canal – Baie-Mahault          | étape de plaine             | 102           | Ignacio Sarabia          | Boris Carène                 |
| 8e b étape | 11 août | Baie-Mahault – Baie-Mahault         | contre-la-montre individuel | 19,5          | Sébastien Fournet-Fayard | Boris Carène                 |
| 9e étape   | 12 août | Baie-Mahault – Capesterre-Belle-Eau | étape de plaine             | 140,4         | Marcel Peschges          | Boris Carène                 |

## Déroulement de la course

### Prologue
Le prologue se déroule le 3 août 2018 au Vélodrome de Baie-Mahault mais ne compte pas au classement général. Il sert à déterminer les maillots des leaders pour ceux qui auront réalisé les meilleurs temps. Un coureur de chaque équipe s'élance pour 5 tours en contre-la-montre individuel.

### 1reétape
| Classement de l'étape | Classement de l'étape | Classement de l'étape | Classement de l'étape       | Classement de l'étape |
|                       | Coureur               | Pays                  | Équipe                      | Temps                 |
| --------------------- | --------------------- | --------------------- | --------------------------- | --------------------- |
| 1er                   | Cédric Ramothe        | France                | Karukera Assainissement PDL | en 3 h 54 min 46 s    |
| 2e                    | Pierre Bonnet         | France                | Team Pro Immo Nicolas Roux  | + 0 s                 |
| 3e                    | Noah Granigan         | États-Unis            | CCB Foundation–Sicleri      | + 0 s                 |
| 4e                    | Cédric Eustache       | France                | Sélection de Martinique     | + 0 s                 |
| 5e                    | Yonathan Salinas      | Venezuela             | Uni Sport Lamentinois       | + 0 s                 |
| 6e                    | Kelian Duro           | France                | Vélo Club Saintannais       | + 0 s                 |
| 7e                    | Ronald Géran          | France                | CSC Abymienne-Propreté 2000 | + 0 s                 |
| 8e                    | Francisco Mancebo     | Espagne               | Inteja DCT                  | + 0 s                 |
| 9e                    | Luis Sablon           | France                | Team Nicolas Dubois         | + 0 s                 |
| 10e                   | Steffan Duffner       | Allemagne             | Embrace The World Cycling   | + 0 s                 |
| modifier              |                       |                       |                             |                       |

| Classement général | Classement général | Classement général     | Classement général                | Classement général |
|                    | Coureur            | Pays                   | Équipe                            | Temps              |
| ------------------ | ------------------ | ---------------------- | --------------------------------- | ------------------ |
| 1er                | Cédric Ramothe     | France                 | Karukera Assainissement PDL       | en 3 h 54 min 36 s |
| 2e                 | Pierre Bonnet      | France                 | Team Pro Immo Nicolas Roux        | + 4 s              |
| 3e                 | Cédric Eustache    | France                 | Sélection de Martinique           | + 5 s              |
| 4e                 | Noah Granigan      | États-Unis             | CCB Foundation–Sicleri            | + 6 s              |
| 5e                 | Diego Milán        | République dominicaine | Inteja DCT                        | + 7 s              |
| 6e                 | Nicolas Thomasson  | France                 | Team Pro Immo Nicolas Roux        | + 7 s              |
| 7e                 | José Leonel Díaz   | Colombie               | Team Carène Cycling Développement | + 9 s              |
| 8e                 | Mickaël Stanislas  | France                 | Sélection de Martinique           | + 9 s              |
| 9e                 | Yonathan Salinas   | Venezuela              | Uni Sport Lamentinois             | + 10 s             |
| 10e                | Kelian Duro        | France                 | Vélo Club Saintannais             | + 10 s             |
| modifier           |                    |                        |                                   |                    |

### 2ea étape
| Classement de l'étape | Classement de l'étape | Classement de l'étape  | Classement de l'étape             | Classement de l'étape |
|                       | Coureur               | Pays                   | Équipe                            | Temps                 |
| --------------------- | --------------------- | ---------------------- | --------------------------------- | --------------------- |
| 1er                   | Mickaël Guichard      | France                 | Team Pro Immo Nicolas Roux        | en 2 h 27 min 58 s    |
| 2e                    | Yolan Sylvestre       | France                 | Sélection de Martinique           | + 2 min 0 s           |
| 3e                    | Diego Milán           | République dominicaine | Inteja DCT                        | + 2 min 0 s           |
| 4e                    | José Leonel Díaz      | Colombie               | Team Carène Cycling Développement | + 2 min 0 s           |
| 5e                    | Willy Roseau          | France                 | Sélection de Martinique           | + 2 min 0 s           |
| 6e                    | Pierre Almeida        | France                 | Team Pro Immo Nicolas Roux        | + 2 min 4 s           |
| 7e                    | Yonathan Salinas      | Venezuela              | Uni Sport Lamentinois             | + 2 min 4 s           |
| 8e                    | Francisco Mancebo     | Espagne                | Inteja DCT                        | + 2 min 4 s           |
| 9e                    | Boris Carène          | France                 | Team Carène Cycling Développement | + 2 min 4 s           |
| 10e                   | Luis Sablon           | France                 | Team Nicolas Dubois               | + 2 min 4 s           |
| modifier              |                       |                        |                                   |                       |

| Classement général | Classement général | Classement général     | Classement général                | Classement général |
|                    | Coureur            | Pays                   | Équipe                            | Temps              |
| ------------------ | ------------------ | ---------------------- | --------------------------------- | ------------------ |
| 1er                | Mickaël Guichard   | France                 | Team Pro Immo Nicolas Roux        | en 6 h 22 min 38 s |
| 2e                 | Diego Milán        | République dominicaine | Inteja DCT                        | + 2 min 1 s        |
| 3e                 | Yolan Sylvestre    | France                 | Sélection de Martinique           | + 2 min 2 s        |
| 4e                 | José Leonel Díaz   | Colombie               | Team Carène Cycling Développement | + 2 min 3 s        |
| 5e                 | Willy Roseau       | France                 | Sélection de Martinique           | + 2 min 6 s        |
| 6e                 | Yonathan Salinas   | Venezuela              | Uni Sport Lamentinois             | + 2 min 10 s       |
| 7e                 | Francisco Mancebo  | Espagne                | Inteja DCT                        | + 2 min 10 s       |
| 8e                 | Luis Sablon        | France                 | Team Nicolas Dubois               | + 2 min 10 s       |
| 9e                 | Boris Carène       | France                 | Team Carène Cycling Développement | + 2 min 10 s       |
| 10e                | Thomas Chassagne   | France                 | Team Pro Immo Nicolas Roux        | + 2 min 10 s       |
| modifier           |                    |                        |                                   |                    |

### 2eb étape
| Classement de l'étape | Classement de l'étape    | Classement de l'étape | Classement de l'étape             | Classement de l'étape |
|                       | Coureur                  | Pays                  | Équipe                            | Temps                 |
| --------------------- | ------------------------ | --------------------- | --------------------------------- | --------------------- |
| 1er                   | Boris Carène             | France                | Team Carène Cycling Développement | en 14 min 45 s        |
| 2e                    | Yonathan Salinas         | Venezuela             | Uni Sport Lamentinois             | + 29 s                |
| 3e                    | José Leonel Díaz         | Colombie              | Team Carène Cycling Développement | + 44 s                |
| 4e                    | Michael Rodríguez        | Colombie              | Uni Sport Lamentinois             | + 45 s                |
| 5e                    | John Nava                | Venezuela             | Gwada Bikers 118                  | + 49 s                |
| 6e                    | Sébastien Fournet-Fayard | France                | Team Pro Immo Nicolas Roux        | + 56 s                |
| 7e                    | Pablo Guerrero           | Espagne               | Inteja DCT                        | + 59 s                |
| 8e                    | Francisco Mancebo        | Espagne               | Inteja DCT                        | + 1 min 4 s           |
| 9e                    | Edwin Sánchez            | France                | Team Carène Cycling Développement | + 1 min 6 s           |
| 10e                   | Mickaël Guichard         | France                | Team Pro Immo Nicolas Roux        | + 1 min 19 s          |
| modifier              |                          |                       |                                   |                       |

| Classement général | Classement général       | Classement général     | Classement général                | Classement général |
|                    | Coureur                  | Pays                   | Équipe                            | Temps              |
| ------------------ | ------------------------ | ---------------------- | --------------------------------- | ------------------ |
| 1er                | Mickaël Guichard         | France                 | Team Pro Immo Nicolas Roux        | en 6 h 38 min 42 s |
| 2e                 | Boris Carène             | France                 | Team Carène Cycling Développement | + 51 s             |
| 3e                 | Yonathan Salinas         | Venezuela              | Uni Sport Lamentinois             | + 1 min 20 s       |
| 4e                 | José Leonel Díaz         | Colombie               | Team Carène Cycling Développement | + 1 min 28 s       |
| 5e                 | John Nava                | Venezuela              | Gwada Bikers 118                  | + 1 min 47 s       |
| 6e                 | Sébastien Fournet-Fayard | France                 | Team Pro Immo Nicolas Roux        | + 1 min 54 s       |
| 7e                 | Francisco Mancebo        | Espagne                | Inteja DCT                        | + 1 min 55 s       |
| 8e                 | Michael Rodríguez        | Colombie               | Uni Sport Lamentinois             | + 1 min 57 s       |
| 9e                 | Pablo Guerrero           | Espagne                | Inteja DCT                        | + 1 min 59 s       |
| 10e                | Diego Milán              | République dominicaine | Inteja DCT                        | + 2 min 9 s        |
| modifier           |                          |                        |                                   |                    |

### 3eétape
| Classement de l'étape | Classement de l'étape | Classement de l'étape  | Classement de l'étape                | Classement de l'étape |
|                       | Coureur               | Pays                   | Équipe                               | Temps                 |
| --------------------- | --------------------- | ---------------------- | ------------------------------------ | --------------------- |
| 1er                   | Bruno Langlois        | Canada                 | Air Antilles Barbade                 | en 3 h 36 min 16 s    |
| 2e                    | Noah Granigan         | États-Unis             | CCB Foundation–Sicleri               | + 26 s                |
| 3e                    | Diego Milán           | République dominicaine | Inteja DCT                           | + 26 s                |
| 4e                    | Francisco Mancebo     | Espagne                | Inteja DCT                           | + 28 s                |
| 5e                    | Willy Roseau          | France                 | Sélection de Martinique              | + 30 s                |
| 6e                    | Pierre Bonnet         | France                 | Team Pro Immo Nicolas Roux           | + 30 s                |
| 7e                    | Grzegorz Kwiatkowski  | France                 | Union Vélocipédique de Marie-Galante | + 30 s                |
| 8e                    | Pierre Almeida        | France                 | Team Pro Immo Nicolas Roux           | + 30 s                |
| 9e                    | John Nava             | Venezuela              | Gwada Bikers 118                     | + 30 s                |
| 10e                   | Tony Lemler           | France                 | Bourg-en-Bresse Ain Cyclisme         | + 30 s                |
| modifier              |                       |                        |                                      |                       |

| Classement général | Classement général       | Classement général     | Classement général                | Classement général  |
|                    | Coureur                  | Pays                   | Équipe                            | Temps               |
| ------------------ | ------------------------ | ---------------------- | --------------------------------- | ------------------- |
| 1er                | Mickaël Guichard         | France                 | Team Pro Immo Nicolas Roux        | en 10 h 15 min 42 s |
| 2e                 | Boris Carène             | France                 | Team Carène Cycling Développement | + 51 s              |
| 3e                 | Yonathan Salinas         | Venezuela              | Uni Sport Lamentinois             | + 1 min 20 s        |
| 4e                 | Bruno Langlois           | Canada                 | Air Antilles Barbade              | + 1 min 21 s        |
| 5e                 | José Leonel Díaz         | Colombie               | Team Carène Cycling Développement | + 1 min 26 s        |
| 6e                 | John Nava                | Venezuela              | Gwada Bikers 118                  | + 1 min 33 s        |
| 7e                 | Francisco Mancebo        | Espagne                | Inteja DCT                        | + 1 min 39 s        |
| 8e                 | Michael Rodríguez        | Colombie               | Uni Sport Lamentinois             | + 1 min 43 s        |
| 9e                 | Diego Milán              | République dominicaine | Inteja DCT                        | + 1 min 44 s        |
| 10e                | Sébastien Fournet-Fayard | France                 | Team Pro Immo Nicolas Roux        | + 1 min 53 s        |
| modifier           |                          |                        |                                   |                     |

### 4eétape
| Classement de l'étape | Classement de l'étape | Classement de l'étape  | Classement de l'étape             | Classement de l'étape |
|                       | Coureur               | Pays                   | Équipe                            | Temps                 |
| --------------------- | --------------------- | ---------------------- | --------------------------------- | --------------------- |
| 1er                   | Yonathan Salinas      | Venezuela              | Uni Sport Lamentinois             | en 4 h 1 min 55 s     |
| 2e                    | Francisco Mancebo     | Espagne                | Inteja DCT                        | + 0 s                 |
| 3e                    | Boris Carène          | France                 | Team Carène Cycling Développement | + 0 s                 |
| 4e                    | Diego Milán           | République dominicaine | Inteja DCT                        | + 12 s                |
| 5e                    | Ever Rivera           | Colombie               | Vélo Club de Grand-Case           | + 12 s                |
| 6e                    | José Leonel Díaz      | Colombie               | Team Carène Cycling Développement | + 12 s                |
| 7e                    | John Nava             | Venezuela              | Gwada Bikers 118                  | + 12 s                |
| 8e                    | Mickaël Guichard      | France                 | Team Pro Immo Nicolas Roux        | + 17 s                |
| 9e                    | Pablo Guerrero        | Espagne                | Inteja DCT                        | + 17 s                |
| 10e                   | Bruno Langlois        | Canada                 | Air Antilles Barbade              | + 17 s                |
| modifier              |                       |                        |                                   |                       |

| Classement général | Classement général | Classement général     | Classement général                | Classement général  |
|                    | Coureur            | Pays                   | Équipe                            | Temps               |
| ------------------ | ------------------ | ---------------------- | --------------------------------- | ------------------- |
| 1er                | Mickaël Guichard   | France                 | Team Pro Immo Nicolas Roux        | en 14 h 17 min 54 s |
| 2e                 | Boris Carène       | France                 | Team Carène Cycling Développement | + 30 s              |
| 3e                 | Yonathan Salinas   | Venezuela              | Uni Sport Lamentinois             | + 53 s              |
| 4e                 | Francisco Mancebo  | Espagne                | Inteja DCT                        | + 1 min 16 s        |
| 5e                 | Bruno Langlois     | Canada                 | Air Antilles Barbade              | + 1 min 21 s        |
| 6e                 | José Leonel Díaz   | Colombie               | Team Carène Cycling Développement | + 1 min 21 s        |
| 7e                 | John Nava          | Venezuela              | Gwada Bikers 118                  | + 1 min 28 s        |
| 8e                 | Diego Milán        | République dominicaine | Inteja DCT                        | + 1 min 34 s        |
| 9e                 | Pablo Guerrero     | Espagne                | Inteja DCT                        | + 1 min 59 s        |
| 10e                | Willy Roseau       | France                 | Sélection de Martinique           | + 2 min 13 s        |
| modifier           |                    |                        |                                   |                     |

### 5eétape
| Classement de l'étape | Classement de l'étape | Classement de l'étape  | Classement de l'étape           | Classement de l'étape |
|                       | Coureur               | Pays                   | Équipe                          | Temps                 |
| --------------------- | --------------------- | ---------------------- | ------------------------------- | --------------------- |
| 1er                   | Mickaël Guichard      | France                 | Team Pro Immo Nicolas Roux      | en 3 h 32 min 16 s    |
| 2e                    | Giovanni Rousseau     | France                 | CSC Abymienne-Propreté 2000     | + 40 s                |
| 3e                    | Diego Milán           | République dominicaine | Inteja DCT                      | + 40 s                |
| 4e                    | Jules Lanclume        | France                 | Vélo du Centre et de la Caraïbe | + 40 s                |
| 5e                    | Ronald Géran          | France                 | CSC Abymienne-Propreté 2000     | + 40 s                |
| 6e                    | Jordan Nacto          | France                 | Vélo Club Saintannais           | + 40 s                |
| 7e                    | Jayson Rousseau       | France                 | Vélo Club de Grand-Case         | + 40 s                |
| 8e                    | Yonathan Salinas      | Venezuela              | Uni Sport Lamentinois           | + 40 s                |
| 9e                    | Luis Sablon           | France                 | Team Nicolas Dubois             | + 40 s                |
| 10e                   | Francisco Mancebo     | Espagne                | Inteja DCT                      | + 40 s                |
| modifier              |                       |                        |                                 |                       |

| Classement général | Classement général | Classement général     | Classement général                | Classement général |
|                    | Coureur            | Pays                   | Équipe                            | Temps              |
| ------------------ | ------------------ | ---------------------- | --------------------------------- | ------------------ |
| 1er                | Mickaël Guichard   | France                 | Team Pro Immo Nicolas Roux        | en 17 h 50         |
| 2e                 | Boris Carène       | France                 | Team Carène Cycling Développement | + 1 min 20 s       |
| 3e                 | John Nava          | Venezuela              | Gwada Bikers 118                  | + 1 min 38 s       |
| 4e                 | Yonathan Salinas   | Venezuela              | Uni Sport Lamentinois             | + 1 min 43 s       |
| 5e                 | Francisco Mancebo  | Espagne                | Inteja DCT                        | + 2 min 6 s        |
| 6e                 | Bruno Langlois     | Canada                 | Air Antilles Barbade              | + 2 min 11 s       |
| 7e                 | José Leonel Díaz   | Colombie               | Team Carène Cycling Développement | + 2 min 11 s       |
| 8e                 | Diego Milán        | République dominicaine | Inteja DCT                        | + 2 min 20 s       |
| 9e                 | Pablo Guerrero     | Espagne                | Inteja DCT                        | + 2 min 49 s       |
| 10e                | Willy Roseau       | France                 | Sélection de Martinique           | + 3 min            |
| modifier           |                    |                        |                                   |                    |

### 6eétape
| Classement de l'étape | Classement de l'étape | Classement de l'étape  | Classement de l'étape             | Classement de l'étape |
|                       | Coureur               | Pays                   | Équipe                            | Temps                 |
| --------------------- | --------------------- | ---------------------- | --------------------------------- | --------------------- |
| 1er                   | Yonathan Salinas      | Venezuela              | Uni Sport Lamentinois             | en 3 h 55 min 8 s     |
| 2e                    | Luis Sablon           | France                 | Team Nicolas Dubois               | + 0 s                 |
| 3e                    | Ever Rivera           | Colombie               | Vélo Club de Grand-Case           | + 0 s                 |
| 4e                    | John Nava             | Venezuela              | Gwada Bikers 118                  | + 0 s                 |
| 5e                    | Thomas Chassagne      | France                 | Team Pro Immo Nicolas Roux        | + 0 s                 |
| 6e                    | Pierre Almeida        | France                 | Team Pro Immo Nicolas Roux        | + 0 s                 |
| 7e                    | Francisco Mancebo     | Espagne                | Inteja DCT                        | + 0 s                 |
| 8e                    | Boris Carène          | France                 | Team Carène Cycling Développement | + 0 s                 |
| 9e                    | Diego Milán           | République dominicaine | Inteja DCT                        | + 1 min 33 s          |
| 10e                   | Bruno Langlois        | Canada                 | Air Antilles Barbade              | + 1 min 35 s          |
| modifier              |                       |                        |                                   |                       |

| Classement général | Classement général | Classement général     | Classement général                | Classement général  |
|                    | Coureur            | Pays                   | Équipe                            | Temps               |
| ------------------ | ------------------ | ---------------------- | --------------------------------- | ------------------- |
| 1er                | Boris Carène       | France                 | Team Carène Cycling Développement | en 21 h 46 min 28 s |
| 2e                 | Yonathan Salinas   | Venezuela              | Uni Sport Lamentinois             | + 13 s              |
| 3e                 | John Nava          | Venezuela              | Gwada Bikers 118                  | + 18 s              |
| 4e                 | Francisco Mancebo  | Espagne                | Inteja DCT                        | + 46 s              |
| 5e                 | Ever Rivera        | Colombie               | Vélo Club de Grand-Case           | + 1 min 41 s        |
| 6e                 | Bruno Langlois     | Canada                 | Air Antilles Barbade              | + 2 min 26 s        |
| 7e                 | Diego Milán        | République dominicaine | Inteja DCT                        | + 2 min 31 s        |
| 8e                 | Pierre Almeida     | France                 | Team Pro Immo Nicolas Roux        | + 2 min 36 s        |
| 9e                 | José Leonel Díaz   | Colombie               | Team Carène Cycling Développement | + 3 min 5 s         |
| 10e                | Luis Sablon        | France                 | Team Nicolas Dubois               | + 3 min 22 s        |
| modifier           |                    |                        |                                   |                     |

### 7eétape
| Classement de l'étape | Classement de l'étape | Classement de l'étape | Classement de l'étape             | Classement de l'étape |
|                       | Coureur               | Pays                  | Équipe                            | Temps                 |
| --------------------- | --------------------- | --------------------- | --------------------------------- | --------------------- |
| 1er                   | Edwin Sánchez         | Colombie              | Team Carène Cycling Développement | en 3 h 41 min 30 s    |
| 2e                    | Thierry Ragot         | France                | Sélection de Martinique           | + 10 s                |
| 3e                    | Kelian Duro           | France                | Vélo Club Saintannais             | + 11 s                |
| 4e                    | Carl Legrand          | France                | Union Vélocipédique du Nord       | + 11 s                |
| 5e                    | Thomas Humphreys      | États-Unis            | CCB Foundation–Sicleri            | + 11 s                |
| 6e                    | Yonathan Salinas      | Venezuela             | Uni Sport Lamentinois             | + 11 s                |
| 7e                    | Grégory Errin         | France                | Uni Sport Lamentinois             | + 11 s                |
| 8e                    | Widjy Relmy           | France                | Team Nicolas Dubois               | + 11 s                |
| 9e                    | Boris Carène          | France                | Team Carène Cycling Développement | + 11 s                |
| 10e                   | Marcel Fröse          | Allemagne             | Embrace The World Cycling         | + 11 s                |
| modifier              |                       |                       |                                   |                       |

| Classement général | Classement général | Classement général     | Classement général                | Classement général |
|                    | Coureur            | Pays                   | Équipe                            | Temps              |
| ------------------ | ------------------ | ---------------------- | --------------------------------- | ------------------ |
| 1er                | Boris Carène       | France                 | Team Carène Cycling Développement | en 25 h 28 min 9 s |
| 2e                 | Yonathan Salinas   | Venezuela              | Uni Sport Lamentinois             | + 13 s             |
| 3e                 | John Nava          | Venezuela              | Gwada Bikers 118                  | + 18 s             |
| 4e                 | Francisco Mancebo  | Espagne                | Inteja DCT                        | + 46 s             |
| 5e                 | Ever Rivera        | Colombie               | Vélo Club de Grand-Case           | + 1 min 41 s       |
| 6e                 | Bruno Langlois     | Canada                 | Air Antilles Barbade              | + 2 min 25 s       |
| 7e                 | Diego Milán        | République dominicaine | Inteja DCT                        | + 2 min 26 s       |
| 8e                 | Pierre Almeida     | France                 | Team Pro Immo Nicolas Roux        | + 2 min 36 s       |
| 9e                 | José Leonel Díaz   | Colombie               | Team Carène Cycling Développement | + 3 min 18 s       |
| 10e                | Luis Sablon        | France                 | Team Nicolas Dubois               | + 3 min 22 s       |
| modifier           |                    |                        |                                   |                    |

### 8ea étape
| Classement de l'étape | Classement de l'étape | Classement de l'étape  | Classement de l'étape        | Classement de l'étape |
|                       | Coureur               | Pays                   | Équipe                       | Temps                 |
| --------------------- | --------------------- | ---------------------- | ---------------------------- | --------------------- |
| 1er                   | Ignacio Sarabia       | Mexique                | Inteja DCT                   | en 2 h 18 min 55 s    |
| 2e                    | Mickaël Clarico       | France                 | Uni Sport Lamentinois        | + 1 s                 |
| 3e                    | Thierry Ragot         | France                 | Sélection de Martinique      | + 2 s                 |
| 4e                    | Adrien Alidor         | France                 | USR Vélo                     | + 4 s                 |
| 5e                    | Yonathan Salinas      | Venezuela              | Uni Sport Lamentinois        | + 5 s                 |
| 6e                    | Jayson Rousseau       | France                 | Vélo Club de Grand-Case      | + 5 s                 |
| 7e                    | Diego Milán           | République dominicaine | Inteja DCT                   | + 5 s                 |
| 8e                    | Jérémy Deloumeaux     | France                 | Jeunesse Cycliste des Abymes | + 5 s                 |
| 9e                    | Francisco Mancebo     | Espagne                | Inteja DCT                   | + 5 s                 |
| 10e                   | Grégory Errin         | France                 | Uni Sport Lamentinois        | + 5 s                 |
| modifier              |                       |                        |                              |                       |

| Classement général | Classement général | Classement général     | Classement général                | Classement général |
|                    | Coureur            | Pays                   | Équipe                            | Temps              |
| ------------------ | ------------------ | ---------------------- | --------------------------------- | ------------------ |
| 1er                | Boris Carène       | France                 | Team Carène Cycling Développement | en 27 h 47 min 9 s |
| 2e                 | Yonathan Salinas   | Venezuela              | Uni Sport Lamentinois             | + 13 s             |
| 3e                 | John Nava          | Venezuela              | Gwada Bikers 118                  | + 18 s             |
| 4e                 | Francisco Mancebo  | Espagne                | Inteja DCT                        | + 46 s             |
| 5e                 | Ever Rivera        | Colombie               | Vélo Club de Grand-Case           | + 1 min 41 s       |
| 6e                 | Bruno Langlois     | Canada                 | Air Antilles Barbade              | + 2 min 25 s       |
| 7e                 | Diego Milán        | République dominicaine | Inteja DCT                        | + 2 min 26 s       |
| 8e                 | Pierre Almeida     | France                 | Team Pro Immo Nicolas Roux        | + 2 min 36 s       |
| 9e                 | José Leonel Díaz   | Colombie               | Team Carène Cycling Développement | + 3 min 18 s       |
| 10e                | Luis Sablon        | France                 | Team Nicolas Dubois               | + 3 min 22 s       |
| modifier           |                    |                        |                                   |                    |

### 8eb étape
| Classement de l'étape | Classement de l'étape    | Classement de l'étape | Classement de l'étape             | Classement de l'étape |
|                       | Coureur                  | Pays                  | Équipe                            | Temps                 |
| --------------------- | ------------------------ | --------------------- | --------------------------------- | --------------------- |
| 1er                   | Sébastien Fournet-Fayard | France                | Team Pro Immo Nicolas Roux        | en 24 min 13 s        |
| 2e                    | Francisco Mancebo        | Espagne               | Inteja DCT                        | + 15 s                |
| 3e                    | Boris Carène             | France                | Team Carène Cycling Développement | + 27 s                |
| 4e                    | Thomas Chassagne         | France                | Team Pro Immo Nicolas Roux        | + 1 min 4 s           |
| 5e                    | Edwin Sánchez            | Colombie              | Team Carène Cycling Développement | + 1 min 14 s          |
| 6e                    | Bruno Langlois           | Canada                | Air Antilles Barbade              | + 1 min 15 s          |
| 7e                    | Pierre Bonnet            | France                | Team Pro Immo Nicolas Roux        | + 1 min 19 s          |
| 8e                    | Pablo Guerrero           | Espagne               | Inteja DCT                        | + 1 min 36 s          |
| 9e                    | Willy Roseau             | France                | Sélection de Martinique           | + 1 min 45 s          |
| 10e                   | Ever Rivera              | Colombie              | Vélo Club de Grand-Case           | + 1 min 51 s          |
| modifier              |                          |                       |                                   |                       |

| Classement général | Classement général       | Classement général     | Classement général                | Classement général  |
|                    | Coureur                  | Pays                   | Équipe                            | Temps               |
| ------------------ | ------------------------ | ---------------------- | --------------------------------- | ------------------- |
| 1er                | Boris Carène             | France                 | Team Carène Cycling Développement | en 28 h 11 min 49 s |
| 2e                 | Francisco Mancebo        | Espagne                | Inteja DCT                        | + 34 s              |
| 3e                 | Yonathan Salinas         | Venezuela              | Uni Sport Lamentinois             | + 1 min 57 s        |
| 4e                 | John Nava                | Venezuela              | Gwada Bikers 118                  | + 3 min 3 s         |
| 5e                 | Ever Rivera              | Colombie               | Vélo Club de Grand-Case           | + 3 min 5 s         |
| 6e                 | Bruno Langlois           | Canada                 | Air Antilles Barbade              | + 3 min 13 s        |
| 7e                 | Sébastien Fournet-Fayard | France                 | Team Pro Immo Nicolas Roux        | + 3 min 47 s        |
| 8e                 | Pierre Almeida           | France                 | Team Pro Immo Nicolas Roux        | + 4 min 30 s        |
| 9e                 | Diego Milán              | République dominicaine | Inteja DCT                        | + 4 min 41 s        |
| 10e                | Pablo Guerrero           | Espagne                | Inteja DCT                        | + 4 min 49 s        |
| modifier           |                          |                        |                                   |                     |

### 9eétape
| Classement de l'étape | Classement de l'étape | Classement de l'étape  | Classement de l'étape           | Classement de l'étape |
|                       | Coureur               | Pays                   | Équipe                          | Temps                 |
| --------------------- | --------------------- | ---------------------- | ------------------------------- | --------------------- |
| 1er                   | Marcel Peschges       | Allemagne              | Embrace The World Cycling       | en 3 h 14 min 40 s    |
| 2e                    | Jules Lanclume        | France                 | Vélo du Centre et de la Caraïbe | + 5 s                 |
| 3e                    | Diego Milán           | République dominicaine | Inteja DCT                      | + 5 s                 |
| 4e                    | Mickaël Stanislas     | France                 | Sélection de Martinique         | + 7 s                 |
| 5e                    | Jayson Rousseau       | France                 | Vélo Club de Grand-Case         | + 8 s                 |
| 6e                    | Yonathan Salinas      | Venezuela              | Uni Sport Lamentinois           | + 10 s                |
| 7e                    | Bruno Langlois        | Canada                 | Air Antilles Barbade            | + 11 s                |
| 8e                    | John Nava             | Venezuela              | Gwada Bikers 118                | + 11 s                |
| 9e                    | Thomas Chassagne      | France                 | Team Pro Immo Nicolas Roux      | + 11 s                |
| 10e                   | Francisco Mancebo     | Espagne                | Inteja DCT                      | + 11 s                |
| modifier              |                       |                        |                                 |                       |

## Classements finals

### Classement général final
| Classement général | Classement général       | Classement général     | Classement général                | Classement général  |
|                    | Coureur                  | Pays                   | Équipe                            | Temps               |
| ------------------ | ------------------------ | ---------------------- | --------------------------------- | ------------------- |
| 1er                | Boris Carène             | France                 | Team Carène Cycling Développement | en 31 h 26 min 40 s |
| 2e                 | Francisco Mancebo        | Espagne                | Inteja DCT                        | + 34 s              |
| 3e                 | Yonathan Salinas         | Venezuela              | Uni Sport Lamentinois             | + 1 min 56 s        |
| 4e                 | John Nava                | Venezuela              | Gwada Bikers 118                  | + 3 min 3 s         |
| 5e                 | Ever Rivera              | Colombie               | Vélo Club de Grand-Case           | + 3 min 5 s         |
| 6e                 | Bruno Langlois           | Canada                 | Air Antilles Barbade              | + 3 min 10 s        |
| 7e                 | Sébastien Fournet-Fayard | France                 | Team Pro Immo Nicolas Roux        | + 3 min 47 s        |
| 8e                 | Diego Milán              | République dominicaine | Inteja DCT                        | + 4 min 31 s        |
| 9e                 | Pierre Almeida           | France                 | Team Pro Immo Nicolas Roux        | + 5 min 4 s         |
| 10e                | Pablo Guerrero           | Espagne                | Inteja DCT                        | + 5 min 23 s        |
| modifier           |                          |                        |                                   |                     |

### Classements annexes
| Classement par points | Classement par points | Classement par points  | Classement par points | Classement par points |
| --------------------- | --------------------- | ---------------------- | --------------------- | --------------------- |
|                       | Coureur               | Pays                   | Équipe                | Point(s)              |
| 1er                   | Yonathan Salinas      | Venezuela              | Uni Sport Lamentinois | 110 points            |
| 2e                    | Diego Milán           | République dominicaine | Inteja DCT            | 85 pts                |
| 3e                    | Francisco Mancebo     | Espagne                | Inteja DCT            | 81 pts                |
| modifier              |                       |                        |                       |                       |

| Classement de la montagne | Classement de la montagne | Classement de la montagne | Classement de la montagne | Classement de la montagne |
| ------------------------- | ------------------------- | ------------------------- | ------------------------- | ------------------------- |
|                           | Coureur                   | Pays                      | Équipe                    | Point(s)                  |
| 1er                       | Luis Sablon               | France                    | Team Nicolas Dubois       | 52 points                 |
| 2e                        | Diego Milán               | République dominicaine    | Inteja DCT                | 36 pts                    |
| 3e                        | Yonathan Salinas          | Venezuela                 | Uni Sport Lamentinois     | 29 pts                    |
| modifier                  |                           |                           |                           |                           |

| Classement des points chauds | Classement des points chauds | Classement des points chauds | Classement des points chauds | Classement des points chauds |
| ---------------------------- | ---------------------------- | ---------------------------- | ---------------------------- | ---------------------------- |
|                              | Coureur                      | Pays                         | Équipe                       | Point(s)                     |
| 1er                          | Cédric Ramothe               | France                       | Karukera Assainissement PDL  | 36 points                    |
| 2e                           | Diego Milán                  | République dominicaine       | Inteja DCT                   | 29 pts                       |
| 3e                           | Ignacio Sarabia              | Mexique                      | Inteja DCT                   | 21 pts                       |
| modifier                     |                              |                              |                              |                              |

| Classement du meilleur jeune | Classement du meilleur jeune | Classement du meilleur jeune | Classement du meilleur jeune | Classement du meilleur jeune |
|                              | Coureur                      | Pays                         | Équipe                       | Temps                        |
| ---------------------------- | ---------------------------- | ---------------------------- | ---------------------------- | ---------------------------- |
| 1er                          | Loïc Laviolette              | France                       | Karukera Assainissement PDL  | en 31 h 39 min 5 s           |
| 2e                           | Collins Phaëton              | France                       | CSC Abymienne-Propreté 2000  | + 12 min 27 s                |
| 3e                           | Valentin Jasserand           | France                       | Bourg-en-Bresse Ain Cyclisme | + 25 min 49 s                |
| modifier                     |                              |                              |                              |                              |

| Classement de la combativité | Classement de la combativité | Classement de la combativité | Classement de la combativité | Classement de la combativité |
| ---------------------------- | ---------------------------- | ---------------------------- | ---------------------------- | ---------------------------- |
|                              | Coureur                      | Pays                         | Équipe                       | Point(s)                     |
| 1er                          | Yonathan Salinas             | Venezuela                    | Uni Sport Lamentinois        | 21 points                    |
| 2e                           | Cédric Ramothe               | France                       | Karukera Assainissement PDL  | 18 pts                       |
| 3e                           | Diego Milán                  | République dominicaine       | Inteja DCT                   | 16 pts                       |
| modifier                     |                              |                              |                              |                              |

| Classement combiné | Classement combiné | Classement combiné     | Classement combiné                | Classement combiné |
| ------------------ | ------------------ | ---------------------- | --------------------------------- | ------------------ |
|                    | Coureur            | Pays                   | Équipe                            | Point(s)           |
| 1er                | Yonathan Salinas   | Venezuela              | Uni Sport Lamentinois             | 6 points           |
| 2e                 | Boris Carène       | France                 | Team Carène Cycling Développement | 15 pts             |
| 3e                 | Diego Milán        | République dominicaine | Inteja DCT                        | 18 pts             |
| modifier           |                    |                        |                                   |                    |

| \| Classement par équipes[17] \| Classement par équipes[17] \| Classement par équipes[17] \| Classement par équipes[17] \| \| \| Équipe \| Pays \| Temps \| \| -------------------------- \| --------------------------------- \| -------------------------- \| -------------------------- \| \| 1re \| Team Pro Immo Nicolas Roux \| France \| en 94 h 26 min 12 s \| \| 2e \| Inteja DCT \| République dominicaine \| + 3 min 56 s \| \| 3e \| Team Carène Cycling Développement \| France \| + 14 min 20 s \| \| modifier \| \| \| \| |                                   |                        |                     |
| Classement par équipes |                                   |                        |                     |
| | Équipe                            | Pays                   | Temps               |
| 1re | Team Pro Immo Nicolas Roux        | France                 | en 94 h 26 min 12 s |
| 2e | Inteja DCT                        | République dominicaine | + 3 min 56 s        |
| 3e | Team Carène Cycling Développement | France                 | + 14 min 20 s       |
| modifier |                                   |                        |                     |

### UCI Europe Tour
Ce Tour cycliste international de la Guadeloupe attribue des points pour l'UCI Europe Tour 2018, y compris aux coureurs faisant partie d'une équipe ayant un label WorldTeam. De plus la course donne le même nombre de points individuellement à tous les coureurs pour le classement mondial UCI 2018.
| Position           | 1er | 2e | 3e | 4e | 5e | 6e | 7e | 8e à 10e |
| Classement général | 40  | 30 | 25 | 20 | 15 | 10 | 5  | 3        |
| Par étape          | 7   | 3  | 1  |    |    |    |    |          |
| Leader, par étape  | 1   |    |    |    |    |    |    |          |

| Cycliste                 | Équipe                            | Général | Étape | Leader | Total |
| ------------------------ | --------------------------------- | ------- | ----- | ------ | ----- |
| Boris Carène             | Team Carène Cycling Développement | 40      | 9     | 5      | 54    |
| Yonathan Salinas         | Uni Sport Lamentinois             | 25      | 17    | -      | 42    |
| Francisco Mancebo        | Inteja DCT                        | 30      | 6     | -      | 36    |
| John Nava                | Gwada Bikers 118                  | 20      | -     | -      | 20    |
| Mickaël Guichard         | Team Pro Immo Nicolas Roux        | -       | 14    | 5      | 19    |
| Bruno Langlois           | Air Antilles Barbade              | 10      | 7     | -      | 17    |
| Ever Rivera              | Vélo Club de Grand-Case           | 15      | 1     | -      | 16    |
| Sébastien Fournet-Fayard | Team Pro Immo Nicolas Roux        | 5       | 7     | -      | 12    |
| Cédric Ramothe           | Karukera Assainissement PDL       | -       | 7     | 1      | 8     |
| Diego Milán              | Inteja DCT                        | 3       | 4     | -      | 7     |
| Edwin Sánchez            | Team Carène Cycling Développement | -       | 7     | -      | 7     |
| Ignacio Sarabia          | Inteja DCT                        | -       | 7     | -      | 7     |
| Marcel Peschges          | Embrace The World Cycling         | -       | 7     | -      | 7     |
| Noah Granigan            | CCB Foundation–Sicleri            | -       | 4     | -      | 4     |
| Thierry Ragot            | Sélection de Martinique           | -       | 4     | -      | 4     |
| Pierre Almeida           | Team Pro Immo Nicolas Roux        | 3       | -     | -      | 3     |
| Pablo Guerrero           | Inteja DCT                        | -       | 3     | -      | 3     |
| Pierre Bonnet            | Team Pro Immo Nicolas Roux        | -       | 3     | -      | 3     |
| Yolan Sylvestre          | Sélection de Martinique           | -       | 3     | -      | 3     |
| Giovanni Rousseau        | CSC Abymienne-Propreté 2000       | -       | 3     | -      | 3     |
| Luis Sablon              | Team Nicolas Dubois               | -       | 3     | -      | 3     |
| Mickaël Clarico          | Uni Sport Lamentinois             | -       | 3     | -      | 3     |
| Jules Lanclume           | Vélo du Centre et de la Caraïbe   | -       | 3     | -      | 3     |
| José Leonel Díaz         | Team Carène Cycling Développement | -       | 1     | -      | 1     |
| Kelian Duro              | Union Vélocipédique du Nord       | -       | 1     | -      | 1     |

## Évolution des classements
| Étape              | Vainqueur                | Classement général | Classement par points | Classement de la montagne | Classement des points chauds | Classement du meilleur jeune | Classement de la combativité | Classement combiné | Classement par équipes      |
| ------------------ | ------------------------ | ------------------ | --------------------- | ------------------------- | ---------------------------- | ---------------------------- | ---------------------------- | ------------------ | --------------------------- |
| 1                  | Cédric Ramothe           | Cédric Ramothe     | Cédric Ramothe        | Mickaël Guichard          | Cédric Eustache              | Ronald Géran                 | Noah Granigan                | Diego Milán        | Karukera Assainissement PDL |
| 2a                 | Mickaël Guichard         | Mickaël Guichard   | Cédric Ramothe        | Mickaël Guichard          | Nicolas Thomasson            | Noah Granigan                | José Leonel Díaz             | Diego Milán        | Team Pro Immo Nicolas Roux  |
| 2b                 | Boris Carène             | Mickaël Guichard   | Cédric Ramothe        | Mickaël Guichard          | Nicolas Thomasson            | Noah Granigan                | Yonathan Salinas             | Yonathan Salinas   | Team Pro Immo Nicolas Roux  |
| 3                  | Bruno Langlois           | Mickaël Guichard   | Noah Granigan         | Diego Milán               | Nicolas Thomasson            | Noah Granigan                | Bruno Langlois               | Mickaël Guichard   | Team Pro Immo Nicolas Roux  |
| 4                  | Yonathan Salinas         | Mickaël Guichard   | Yonathan Salinas      | Diego Milán               | Diego Milán                  | Collins Phaëton              | Yonathan Salinas             | Yonathan Salinas   | Team Pro Immo Nicolas Roux  |
| 5                  | Mickaël Guichard         | Mickaël Guichard   | Yonathan Salinas      | Diego Milán               | Diego Milán                  | Collins Phaëton              | Mickaël Guichard             | Mickaël Guichard   | Team Pro Immo Nicolas Roux  |
| 6                  | Yonathan Salinas         | Boris Carène       | Yonathan Salinas      | Luis Sablon               | Cédric Ramothe               | Loïc Laviolette              | Yonathan Salinas             | Yonathan Salinas   | Team Pro Immo Nicolas Roux  |
| 7                  | Edwin Sánchez            | Boris Carène       | Yonathan Salinas      | Luis Sablon               | Cédric Ramothe               | Loïc Laviolette              | Edwin Sánchez                | Yonathan Salinas   | Team Pro Immo Nicolas Roux  |
| 8a                 | Ignacio Sarabia          | Boris Carène       | Yonathan Salinas      | Luis Sablon               | Cédric Ramothe               | Loïc Laviolette              | Ignacio Sarabia              | Yonathan Salinas   | Team Pro Immo Nicolas Roux  |
| 8b                 | Sébastien Fournet-Fayard | Boris Carène       | Yonathan Salinas      | Luis Sablon               | Cédric Ramothe               | Loïc Laviolette              | Sébastien Fournet-Fayard     | Yonathan Salinas   | Team Pro Immo Nicolas Roux  |
| 9                  | Marcel Peschges          | Boris Carène       | Yonathan Salinas      | Luis Sablon               | Cédric Ramothe               | Loïc Laviolette              | Yonathan Salinas             | Yonathan Salinas   | Team Pro Immo Nicolas Roux  |
| Classements finals | Classements finals       | Boris Carène       | Yonathan Salinas      | Luis Sablon               | Cédric Ramothe               | Loïc Laviolette              | Yonathan Salinas             | Yonathan Salinas   | Team Pro Immo Nicolas Roux  |

## Liste des participants
- Liste de départ complète

| Légende                                | Légende                                                                                                  | Légende                                | Légende                                                                                                  |
| -------------------------------------- | --- | -------------------------------------- | --- |
| Num                                    | Dossard de départ porté par le coureur sur ce Tour de la Guadeloupe                                      | Pos                                    | Position finale au classement général                                                                    |
| Leader du classement général           | Indique le vainqueur du classement général                                                               | Leader du classement par points        | Indique le vainqueur du classement par points                                                            |
| Leader du classement de la montagne    | Indique le vainqueur du classement de la montagne                                                        | Leader du classement des points chauds | Indique le vainqueur du classement des points chauds                                                     |
| Leader du classement du meilleur jeune | Indique le vainqueur du classement du meilleur jeune                                                     | Leader du classement de la combativité | Indique le vainqueur du classement de la combativité                                                     |
| Leader du classement du combiné        | Indique le vainqueur du classement combiné                                                               | #                                      | Indique la meilleure équipe                                                                              |
| NP                                     | Indique un coureur qui n'a pas pris le départ d'une étape, suivi du numéro de l'étape où il s'est retiré | AB                                     | Indique un coureur qui n'a pas terminé une étape, suivi du numéro de l'étape où il s'est retiré          |
| HD                                     | Indique un coureur qui a terminé une étape hors des délais, suivi du numéro de l'étape                   | *                                      | Indique un coureur en lice pour le classement du meilleur jeune (coureurs nés après le 1er janvier 1996) |
| DSQ                                    | Indique un coureur qui a été disqualifié de la course, suivi du numéro de l'étape                        |                                        | |

| Team Pro Immo Nicolas Roux # PIM          | Team Pro Immo Nicolas Roux # PIM | Team Pro Immo Nicolas Roux # PIM |
| ----------------------------------------- | -------------------------------- | -------------------------------- |
| Num                                       | Coureur                          | Pos                              |
| 1                                         | Sébastien Fournet-Fayard (FRA)   | 7e                               |
| 2                                         | Nicolas Thomasson (FRA)          | 51e                              |
| 3                                         | Pierre Bonnet (FRA)              | 44e                              |
| 4                                         | Pierre Almeida (FRA)             | 9e                               |
| 5                                         | Mickaël Guichard (FRA)           | AB-6                             |
| 6                                         | Thomas Chassagne (FRA)           | 11e                              |
| Directeur sportif : Jean-Philippe Duracka |                                  |                                  |

| CCB Foundation–Sicleri CCB           | CCB Foundation–Sicleri CCB | CCB Foundation–Sicleri CCB |
| ------------------------------------ | -------------------------- | -------------------------- |
| Num                                  | Coureur                    | Pos                        |
| 11                                   | Noah Granigan (USA)*       | AB-5                       |
| 12                                   | Jonah Mead-Vancort (USA)*  | AB-3                       |
| 13                                   | Thomas Humphreys (USA)*    | 65e                        |
| 14                                   | Patrick Collins (USA)      | 32e                        |
| 15                                   | Kevin Goguen (USA)*        | AB-1                       |
| Directeur sportif : Carrillo Gustavo |                            |                            |

| Team Karukera Assainissement PDL - | Team Karukera Assainissement PDL - | Team Karukera Assainissement PDL - |
| ---------------------------------- | ---------------------------------- | ---------------------------------- |
| Num                                | Coureur                            | Pos                                |
| 21                                 | Larry Lutin (FRA)                  | 52e                                |
| 22                                 | Loïc Laviolette (FRA)*             | 15e                                |
| 23                                 | Melvin Magdeleine-Raabon (FRA)*    | 55e                                |
| 24                                 | Steevy Joachim (FRA)               | AB-7                               |
| 25                                 | Cédric Ramothe (FRA)               | 53e                                |
| 26                                 | Romain Vinetot (FRA)               | 26e                                |
| Directeur sportif : Willie Sennoaj |                                    |                                    |

| Vélo Club Saintannais -         | Vélo Club Saintannais -  | Vélo Club Saintannais - |
| ------------------------------- | ------------------------ | ----------------------- |
| Num                             | Coureur                  | Pos                     |
| 32                              | Kelian Duro (FRA)        | 49e                     |
| 33                              | Jordan Nacto (FRA)       | 50e                     |
| 34                              | Steeve Grandisson (FRA)  | AB-1                    |
| 35                              | Nicolas Duro (FRA)*      | 66e                     |
| 36                              | Antoine Poliphème (FRA)* | 89e                     |
| Directeur sportif : Franck Duro |                          |                         |

| Union Vélocipédique du Nord -  | Union Vélocipédique du Nord - | Union Vélocipédique du Nord - |
| ------------------------------ | ----------------------------- | ----------------------------- |
| Num                            | Coureur                       | Pos                           |
| 51                             | Kéran Barolin (FRA)           | 22e                           |
| 52                             | Carl Legrand (FRA)            | 34e                           |
| 53                             | Kenny Matou (FRA)             | 88e                           |
| 54                             | Bernard Darin (FRA)           | AB-1                          |
| Directeur sportif : Alain Irca |                               |                               |

| Inteja DCT DCT                        | Inteja DCT DCT             | Inteja DCT DCT |
| ------------------------------------- | -------------------------- | -------------- |
| Num                                   | Coureur                    | Pos            |
| 61                                    | Francisco Mancebo (ESP)    | 2e             |
| 62                                    | Diego Milán (DOM)          | 8e             |
| 63                                    | Ignacio Sarabia (MEX)      | 45e            |
| 64                                    | José Alfredo Aguirre (MEX) | AB-5           |
| 65                                    | Pablo Guerrero (ESP)       | 10e            |
| 66                                    | Juan José Cueto (DOM)      | 79e            |
| Directeur sportif : Francisco Benítez |                            |                |

| Rayon d'Argent -                   | Rayon d'Argent -            | Rayon d'Argent - |
| ---------------------------------- | --------------------------- | ---------------- |
| Num                                | Coureur                     | Pos              |
| 71                                 | Grégory Ruffe (FRA)         | HD-1             |
| 72                                 | Fabrice Gibalca (FRA)       | 78e              |
| 73                                 | Ridchy Némausat (FRA)*      | AB-1             |
| 74                                 | Jean-Michel Marimotou (FRA) | 86e              |
| 75                                 | Gimmy Leremon (FRA)         | AB-7             |
| 76                                 | Franswajino Roulon (FRA)    | AB-4             |
| Directeur sportif : Jean-Luc Retel |                             |                  |

| Vélo du Centre et de la Caraïbe - | Vélo du Centre et de la Caraïbe - | Vélo du Centre et de la Caraïbe - |
| --------------------------------- | --------------------------------- | --------------------------------- |
| Num                               | Coureur                           | Pos                               |
| 91                                | Jules Lanclume (FRA)              | 28e                               |
| 92                                | Kévin Duro (FRA)                  | AB-1                              |
| 93                                | Naiddju Barny (FRA)               | 57e                               |
| 94                                | Rafael Medina (VEN)               | 29e                               |
| 95                                | Félyscio Léogane (FRA)*           | 81e                               |
| Directeur sportif : Georges Balta |                                   |                                   |

| CSC Abymienne-Propreté 2000 -      | CSC Abymienne-Propreté 2000 - | CSC Abymienne-Propreté 2000 - |
| ---------------------------------- | ----------------------------- | ----------------------------- |
| Num                                | Coureur                       | Pos                           |
| 111                                | Ronald Géran (FRA)*           | AB-7                          |
| 112                                | Marvin Judith (FRA)           | 62e                           |
| 113                                | Jeïel Largitte (FRA)*         | 76e                           |
| 114                                | Régis Miny (FRA)              | AB-3                          |
| 115                                | Collins Phaëton (FRA)*        | 25e                           |
| 116                                | Giovanni Rousseau (FRA)       | 37e                           |
| Directeur sportif : René Théophile |                               |                               |

| Uni Sport Lamentinois -              | Uni Sport Lamentinois - | Uni Sport Lamentinois - |
| ------------------------------------ | ----------------------- | ----------------------- |
| Num                                  | Coureur                 | Pos                     |
| 121                                  | Fendley Boyeau (FRA)    | 59e                     |
| 122                                  | Mickaël Clarico (FRA)   | 63e                     |
| 123                                  | Grégory Errin (FRA)     | 39e                     |
| 124                                  | Michael Rodríguez (COL) | 17e                     |
| 125                                  | Yonathan Salinas (VEN)  | 3e                      |
| 126                                  | Jordy Pruneau (FRA)     | 38e                     |
| Directeur sportif : Marius Marcellus |                         |                         |

| Union Vélocipédique de Marie-Galante - | Union Vélocipédique de Marie-Galante - | Union Vélocipédique de Marie-Galante - |
| -------------------------------------- | -------------------------------------- | -------------------------------------- |
| Num                                    | Coureur                                | Pos                                    |
| 131                                    | Gaël Attaud (FRA)                      | AB-2a                                  |
| 132                                    | Nicolas Néré (FRA)                     | AB-4                                   |
| 133                                    | Grzegorz Kwiatkowski (FRA)             | 20e                                    |
| 134                                    | Stevens Alvarade (FRA)*                | AB-1                                   |
| Directeur sportif : Joël Korval        |                                        |                                        |

| Team Carène Cycling Développement -  | Team Carène Cycling Développement - | Team Carène Cycling Développement - |
| ------------------------------------ | ----------------------------------- | ----------------------------------- |
| Num                                  | Coureur                             | Pos                                 |
| 141                                  | Damien Chevalier (FRA)              | 24e                                 |
| 142                                  | Jorge Luis Martinez (DOM)           | 36e                                 |
| 143                                  | Freddy Hamlet (FRA)                 | 72e                                 |
| 144                                  | José Leonel Díaz (COL)              | 14e                                 |
| 145                                  | Edwin Sánchez (COL)                 | 18e                                 |
| 146                                  | Boris Carène (FRA)                  | 1er                                 |
| Directeur sportif : Maurice Magloire |                                     |                                     |

| AC du Levant -                    | AC du Levant -              | AC du Levant - |
| --------------------------------- | --------------------------- | -------------- |
| Num                               | Coureur                     | Pos            |
| 151                               | Gilles Suares (FRA)         | 60e            |
| 152                               | Lucas Ajinca (FRA)*         | 82e            |
| 153                               | Hendrick Dorlin (FRA)       | AB-3           |
| 154                               | Mathieu Jean-Philippe (FRA) | AB-1           |
| Directeur sportif : Moïse Galanth |                             |                |

| Team Nicolas Dubois -              | Team Nicolas Dubois -  | Team Nicolas Dubois - |
| ---------------------------------- | ---------------------- | --------------------- |
| Num                                | Coureur                | Pos                   |
| 161                                | Luis Sablon (FRA)      | 12e                   |
| 162                                | Freddy Vargas (VEN)    | 23e                   |
| 164                                | Fabrice Cornélie (FRA) | 48e                   |
| 165                                | Meving Gène (FRA)*     | 70e                   |
| 166                                | Widjy Relmy (FRA)      | 67e                   |
| Directeur sportif : Franck Sartori |                        |                       |

| Excelsior -                     | Excelsior -             | Excelsior - |
| ------------------------------- | ----------------------- | ----------- |
| Num                             | Coureur                 | Pos         |
| 171                             | Grégory Blondin (FRA)   | 16e         |
| 172                             | Anthony Damas (FRA)*    | 77e         |
| 173                             | Gaël Bordée (FRA)*      | 71e         |
| 174                             | Jean-Louis Damase (FRA) | 31e         |
| 175                             | Cédric Locatin (FRA)    | 19e         |
| 176                             | Frédéric Théobald (FRA) | 46e         |
| Directeur sportif : Freddy Urie |                         |             |

| Jeunesse Cycliste des Abymes -         | Jeunesse Cycliste des Abymes - | Jeunesse Cycliste des Abymes - |
| -------------------------------------- | ------------------------------ | ------------------------------ |
| Num                                    | Coureur                        | Pos                            |
| 181                                    | Teddy Landre (FRA)             | AB-6                           |
| 182                                    | Laury Théophile (FRA)          | 27e                            |
| 183                                    | Jérémy Deloumeaux (FRA)*       | 43e                            |
| 184                                    | Rogan Dabrion (FRA)            | AB-6                           |
| 185                                    | Alrick Louisor (FRA)*          | 73e                            |
| 186                                    | Keiji Lorquin (FRA)*           | 75e                            |
| Directeur sportif : Jean-Pierre Nestar |                                |                                |

| USR Vélo -                           | USR Vélo -                | USR Vélo - |
| ------------------------------------ | ------------------------- | ---------- |
| Num                                  | Coureur                   | Pos        |
| 191                                  | Adrien Alidor (FRA)       | 42e        |
| 192                                  | Teddy Taranne (FRA)       | 64e        |
| 193                                  | Stéphane Larochelle (FRA) | 56e        |
| 194                                  | Kendric Clavier (FRA)*    | AB-1       |
| 195                                  | Frédéric Attaud (FRA)     | 87e        |
| 196                                  | Vladimir Jeanne (FRA)     | 74e        |
| Directeur sportif : Philippe Zadigue |                           |            |

| Vélo Club de Grand-Case -        | Vélo Club de Grand-Case - | Vélo Club de Grand-Case - |
| -------------------------------- | ------------------------- | ------------------------- |
| Num                              | Coureur                   | Pos                       |
| 201                              | Olivier Curier (FRA)      | 58e                       |
| 202                              | Ludovic Turpin (FRA)      | 35e                       |
| 203                              | Ever Rivera (COL)         | 5e                        |
| 204                              | Hernán Parra (COL)        | AB-7                      |
| 205                              | Jayson Rousseau (FRA)     | 84e                       |
| 206                              | Allan Peramin (FRA)*      | AB-2a                     |
| Directeur sportif : Fabrice Gène |                           |                           |

| Gwada Bikers 118 -                    | Gwada Bikers 118 -    | Gwada Bikers 118 - |
| ------------------------------------- | --------------------- | ------------------ |
| Num                                   | Coureur               | Pos                |
| 221                                   | John Nava (VEN)       | 4e                 |
| 222                                   | Yorman Fuentes (VEN)  | 40e                |
| 223                                   | Kevin Karioua (FRA)   | 47e                |
| 224                                   | Olivier Turpin (FRA)  | AB-4               |
| 225                                   | Dino Mounsamy (FRA)   | AB-3               |
| 226                                   | Thomas Zingile (FRA)* | NP-1               |
| Directeur sportif : Tony Latchmansing |                       |                    |

| Sélection de Martinique -          | Sélection de Martinique - | Sélection de Martinique - |
| ---------------------------------- | ------------------------- | ------------------------- |
| Num                                | Coureur                   | Pos                       |
| 231                                | Cédric Eustache (FRA)     | AB-6                      |
| 232                                | Mickaël Stanislas (FRA)   | 21e                       |
| 233                                | Thierry Ragot (FRA)       | 41e                       |
| 234                                | Yolan Sylvestre (FRA)     | AB-7                      |
| 235                                | Kevin Largitte (FRA)      | 69e                       |
| 236                                | Willy Roseau (FRA)        | 13e                       |
| Directeur sportif : Francis Delpha |                           |                           |

| Air Antilles Barbade -           | Air Antilles Barbade -    | Air Antilles Barbade - |
| -------------------------------- | ------------------------- | ---------------------- |
| Num                              | Coureur                   | Pos                    |
| 241                              | Joshua Kelly (BAR)*       | NP-4                   |
| 242                              | Jacob Kelly (BAR)*        | AB-1                   |
| 243                              | Gregory Vanderpool (BAR)* | HD-1                   |
| 245                              | Bruno Langlois (CAN)      | 6e                     |
| 246                              | Chris Wyman (USA)         | AB-4                   |
| Directeur sportif : Joshua Kelly |                           |                        |

| Embrace The World Cycling -     | Embrace The World Cycling - | Embrace The World Cycling - |
| ------------------------------- | --------------------------- | --------------------------- |
| Num                             | Coureur                     | Pos                         |
| 251                             | Marcel Peschges (ALL)*      | 85e                         |
| 252                             | Fabian Kruschewski (ALL)    | 54e                         |
| 253                             | Steffan Duffner (ALL)       | 83e                         |
| 254                             | Timo Niesing (ALL)          | 80e                         |
| 255                             | Stefan Menia (AUT)*         | AB-3                        |
| 256                             | Marcel Fröse (ALL)          | 68e                         |
| Directeur sportif : Jan Tippier |                             |                             |

| Bourg-en-Bresse Ain Cyclisme -      | Bourg-en-Bresse Ain Cyclisme - | Bourg-en-Bresse Ain Cyclisme - |
| ----------------------------------- | ------------------------------ | ------------------------------ |
| Num                                 | Coureur                        | Pos                            |
| 261                                 | Quentin Moine (FRA)*           | 33e                            |
| 262                                 | Jocelyn Guillot (FRA)*         | AB-2a                          |
| 263                                 | Tony Lemler (FRA)              | 61e                            |
| 264                                 | Valentin Jasserand (FRA)*      | 30e                            |
| Directeur sportif : Francis Gibrien |                                |                                |